# تین شوی وای
تین شوی وای (به لاتین: Tin Shui Wai) یک منطقهٔ مسکونی در جمهوری خلق چین است که در هنگ کنگ واقع شده‌است. تین شوی وای ۴٫۳ کیلومتر مربع مساحت و ۲۹۲٬۰۰۰ نفر جمعیت دارد.